# Network switching subsystem

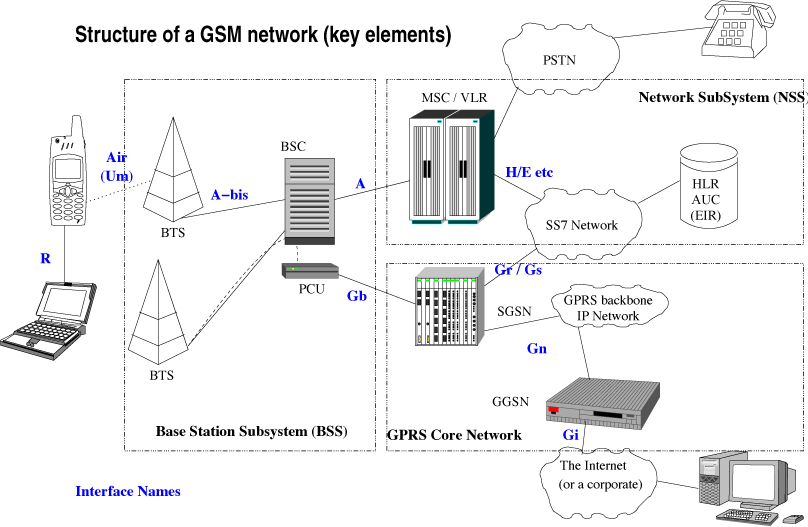
Network switching subsystem

Network switching subsystem (NSS) (hoặc GSM core network)
GMSC (Gateway Mobile Switching Center).: Để thiết lập một cuộc gọi phải định tuyến đến tổng đài mà không cần biết vị trí hiện thời của thuê bao. GMSC có nhiệm vụ lấy thông tin về vị trí của thuê bao và định tuyến cuộc gọi đến tổng đài đang quản lý thuê bao ở thời điểm hiện thời. GMSC có giao diện báo hiệu số 7 để có thể tương tác với các phần tử khác của hệ thống chuyển mạch. nó như là phần tử trung gian để nối tổng đài di động MSC đến các mạng PSTN, PLMN, ISDN